# Marcel Trudov
Marcel Trudov (ur. 31 sierpnia 1984) – mołdawski judoka.
Zdobywca brązowego medalu mistrzostw Europy w 2009 roku w Tbilisi w kategorii do 73 kg.